# Tomasz Wawrzyński
Tomasz Wawrzyński ps. Przygoda (ur. 13 stycznia 1908 w Skrwilnie, zm. 20 września 1944 w Warszawie) – kapral Armii Krajowej, żołnierz powstania warszawskiego.

## Życiorys
Pracował w firmach Lilpop, Rau i Loewenstein oraz General Motors. Od 1931 roku był członkiem Yacht Clubu Polskiego, a od 1934 r. członkiem Stowarzyszenia Lokatorów „Szklane Domy”.
We wrześniu 1939 r. był komendantem Obrony Przeciwlotniczej IV kolonii na Żoliborzu. W ciągu krótkiego czasu zorganizował zastęp ludzi zdolnych do pełnienia służby ochronnej straży przeciwpożarowej, w tym dziennych i nocnych dyżurów. Realizował liczne akcje sabotażowe. Wiosną 1940 r. uczestniczył w zamachu na gen. Ludwiga Fischera, szefa dystryktu warszawskiego.
Szlak bojowy w powstaniu warszawskim: Wola – Stare Miasto – kanały – Śródmieście – Górny Czerniaków.
Od l sierpnia 1944 r. walczył w ramach oddziału „Kolegium A” z Kedywu Okręgu Warszawskiego. Wchodził w skład Grupy Wola, dowodzonej przez ppor. Tadeusza Wiwatowskiego. Od około 2 do 11 sierpnia 1944 r. razem z oddziałem „Kolegium A” por. Stanisława Janusza Sosabowskiego, a następnie ppor./por. Tadeusza Wiwatowskiego walczył w ramach batalionu „Miotła” w Zgrupowaniu „Radosław”. Od 12 sierpnia 1944 r. walczył w plutonie „Kolegium A” dowodzonym przez ppor./por. Bolesława Góreckiego, w składzie Brygady „Brody 53" w batalionie „Zośka” w Zgrupowaniu „Radosław” i wchodził w skład III drużyny pod dowództwem ppor. Andrzeja Englerta. Następnie walczył w II drużynie pod dowództwem ppor. Lecha Zubrzyckiego, gdzie 26 sierpnia został ranny w rejonie kapliczki Jana Bożego.

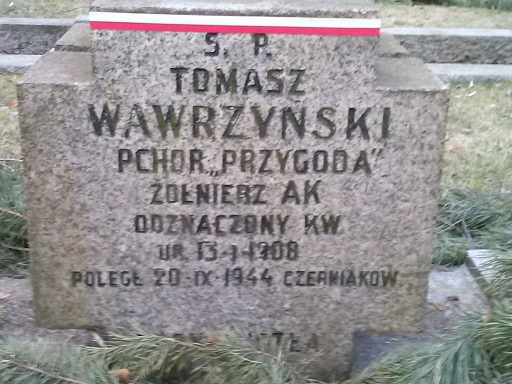
Grób Tomasza Wawrzyńskiego na Wojskowych Powązkach

Spoczywa w kwaterze żołnierzy batalionu „Miotła” na Cmentarzu Wojskowym na Powązkach.
Został odznaczony Krzyżem Walecznych.